# Grand Prix Itálie 2004
Grand Prix Itálie 2004 (75o Gran Premio Vodaphone d'Italia), celkově 728. Grand Prix, byl závod seriálu Mistrovství světa Formule 1, který se jel 12. září 2004 na okruhu Autodromo Nazionale Monza.
Závod měl 53 kol o délce 5,793 km, jezdci celkem ujeli 306,72 kilometrů. Vítězem se poosmé stal Rubens Barrichello a stáj Ferrari si připsala své 180. vítězství.

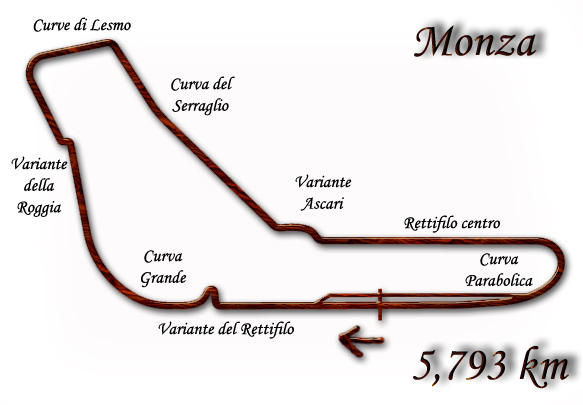

## Výsledky
| Pozice | Jezdec               | Vůz              | Čas                  |
| ------ | -------------------- | ---------------- | -------------------- |
| 1      | Rubens Barrichello   | Ferrari F2004    | 1:15'18.448          |
| 2      | Michael Schumacher   | Ferrari F2004    | á 0:01:347           |
| 3      | Jenson Button        | BAR 006          | á 0:10:197           |
| 4      | Takuma Sató          | BAR 006          | á 0:15:370           |
| 5      | Juan Pablo Montoya   | Williams FW26    | á 0:32:352           |
| 6      | David Coulthard      | McLaren MP 4/19B | á 0:33:439           |
| 7      | Antonio Pizzonia     | Williams FW26    | á 0:33:752           |
| 8      | Giancarlo Fisichella | Sauber C 23      | á 0:35:431           |
| 9      | Mark Webber          | Jaguar R5        | á 0:56:761           |
| 10     | Jarno Trulli         | Renault R 24     | á 0:66:316           |
| 11     | Ricardo Zonta        | Toyota TF 104B   | á 0:82:531           |
| 12     | Felipe Massa         | Sauber C 23      | á 1 kolo             |
| 13     | Christian Klien      | Jaguar R5        | á 1 kolo             |
| 14     | Nick Heidfeld        | Jordan EJ 14     | á 1 kolo             |
| 15     | Zsolt Baumgartner    | Minardi PS 04 B  | á 3 kola             |
| Kolo   | Odstoupili           | -                | -                    |
| 40     | Fernando Alonso      | Renault R 24     | Mimo trať            |
| 33     | Giorgio Pantano      | Jordan EJ 14     | Mimo trať            |
| 29     | Gianmaria Bruni      | Minardi PS 04 B  | Nadýchání kouře      |
| 13     | Kimi Räikkönen       | McLaren MP 4/19B | Únik vody z chladiče |
| 0      | Olivier Panis        | Toyota TF 104B   | Kolize s Buttonem    |

### Nejrychlejší kolo
- Rubens Barrichello Ferrari 1'21.046 - 257.321 km/h

### Vedení v závodě
- 1-4 kolo Rubens Barrichello
- 5-10 kolo Fernando Alonso
- 11-34 kolo Jenson Button
- 35-36 kolo Michael Schumacher
- 37-53 kolo Rubens Barrichello

### Postavení na startu
- červeně - výměna motoru / posunutí o 10 míst
- Modře – startoval z boxu

| 1. řada  | 1                    | 2                  |
|          | Rubens Barrichello   | Juan Pablo Montoya |
|          | Ferrari              | Williams           |
|          | 1'20.089             | 1'20.620           |
| 2. řada  | 3                    | 4                  |
|          | Michael Schumacher   | Fernando Alonso    |
|          | Ferrari              | Renault            |
|          | 1'20.637             | 1'20.645           |
| 3. řada  | 5                    | 6                  |
|          | Takuma Sato          | Jenson Button      |
|          | BAR                  | BAR                |
|          | 1'20.715             | 1'20.786           |
| 4. řada  | 7                    | 8                  |
|          | Kimi Räikkönen       | Antônio Pizzonia   |
|          | McLaren              | Williams           |
|          | 1'20.877             | 1'20.888           |
| 5. řada  | 9                    | 10                 |
|          | Jarno Trulli         | David Coulthard    |
|          | Renault              | McLaren            |
|          | 1'21.027             | 1'21.049           |
| 6. řada  | 11                   | 12                 |
|          | Ricardo Zonta        | Mark Webber        |
|          | Toyota               | Jaguar             |
|          | 1'21.520             | 1'21.602           |
| 7. řada  | 13                   | 14                 |
|          | Olivier Panis        | Christian Klien    |
|          | Toyota               | Jaguar             |
|          | 1'21.841             | 1'21.989           |
| 8. řada  | 15                   | 16                 |
|          | Giancarlo Fisichella | Felipe Massa       |
|          | Sauber               | Sauber             |
|          | 1'22.239             | 1'22.287           |
| 9. řada  | 17                   | 18                 |
|          | Giorgio Pantano      | Gianmaria Bruni    |
|          | Jordan               | Minardi            |
|          | 1'23.239             | 1'24.940           |
| 10. řada | 19                   | 20                 |
|          | Zsolt Baumgartner    | Nick Heidfeld      |
|          | Minardi              | Jordan             |
|          | 1'24.808             | 1'22.301           |
| -------- | -------------------- | ------------------ |

### Zajímavosti
- 257,321 km/h je největší rychlost kterou zajel Rubens Barrichello v nejrychlejším kole.
- 260,395 km/h je největší rychlost v tréninku.